# دالماتوفو
شهر دالماتوفو (به روسی: Далматово) در کشور روسیه و در اوبلاست کورگان واقع شده‌است.